# Isla Plana (Cartagena)
Isla Plana es una localidad del municipio de Cartagena de la comunidad autónoma de Murcia en España, integrada administrativamente en la diputación de Los Puertos de Santa Bárbara. Se encuentra a 23 km al oeste del núcleo urbano, a poca distancia del término municipal de Mazarrón.

## Demografía
El padrón municipal de 2013 asigna a la localidad 980 habitantes, 428 de los cuales son extranjeros. En las últimas décadas se ha producido un lento crecimiento poblacional, acelerado desde 2004, debido fundamentalmente a las actividades económicas derivadas del turismo de sol y playa.

## Geografía
Su litoral costero es muy recortado, con entrantes y salientes, del que destaca una pequeña isla de perfil plano que da nombre a la localidad. Este islote está protegido dentro del espacio Islas e Islotes del Litoral Mediterráneo como parque natural. 
Hacia el interior, encontramos el monte de "Cabezo de Hornos" también llamado "Monte de la Cara", y al este, adentrándose en las montañas el paraje "la Rambla del Cañar". Estos espacios por su diversidad de fauna y, muy especialmente de flora, con numerosos endemismos botánicos y especies de plantas en peligro de extinción, han sido incluidos dentro del espacio protegido de la Sierra de la Muela, Cabo Tiñoso y Roldán con la categoría de parque natural y Lugar de Importancia Comunitaria y Zona de especial protección para las aves (Red Natura 2000).

## Galería

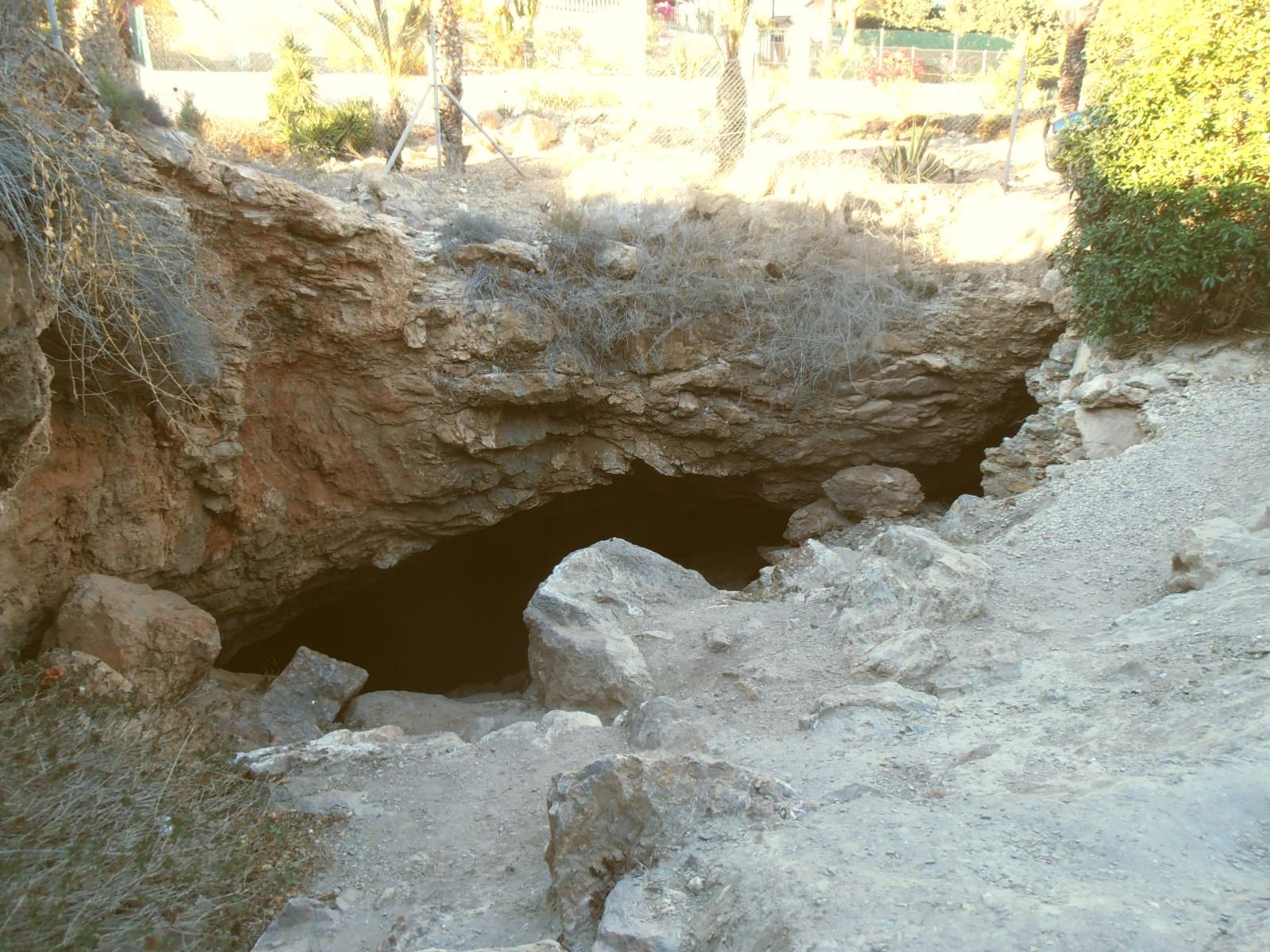
Exterior de la cueva del Agua.
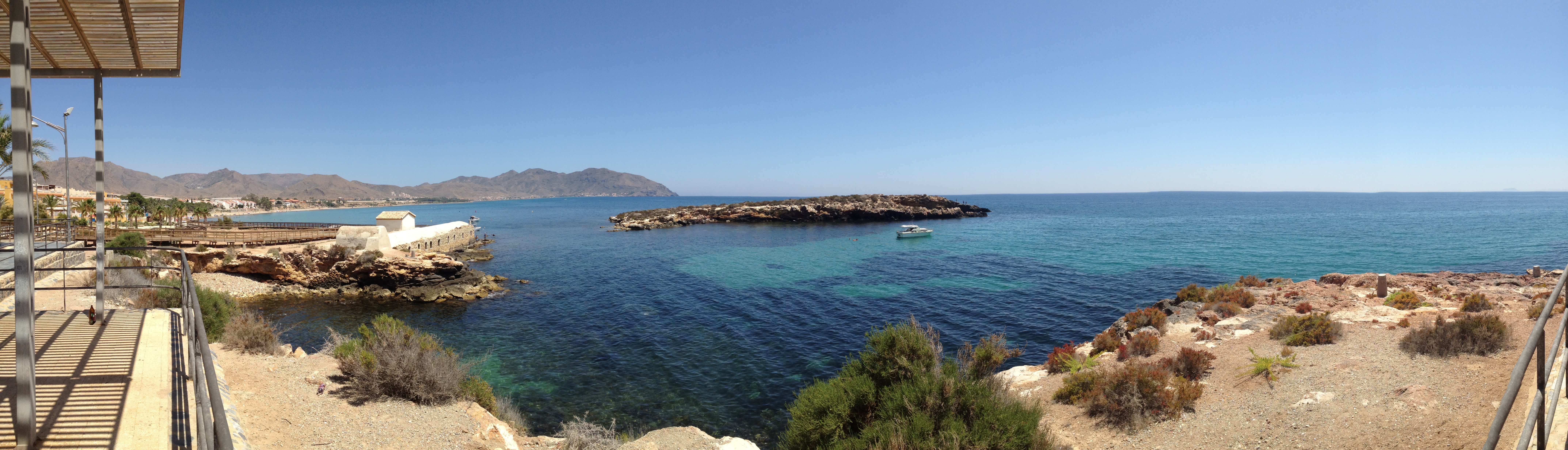
Los baños termales, cabo Tiñoso y la isla.
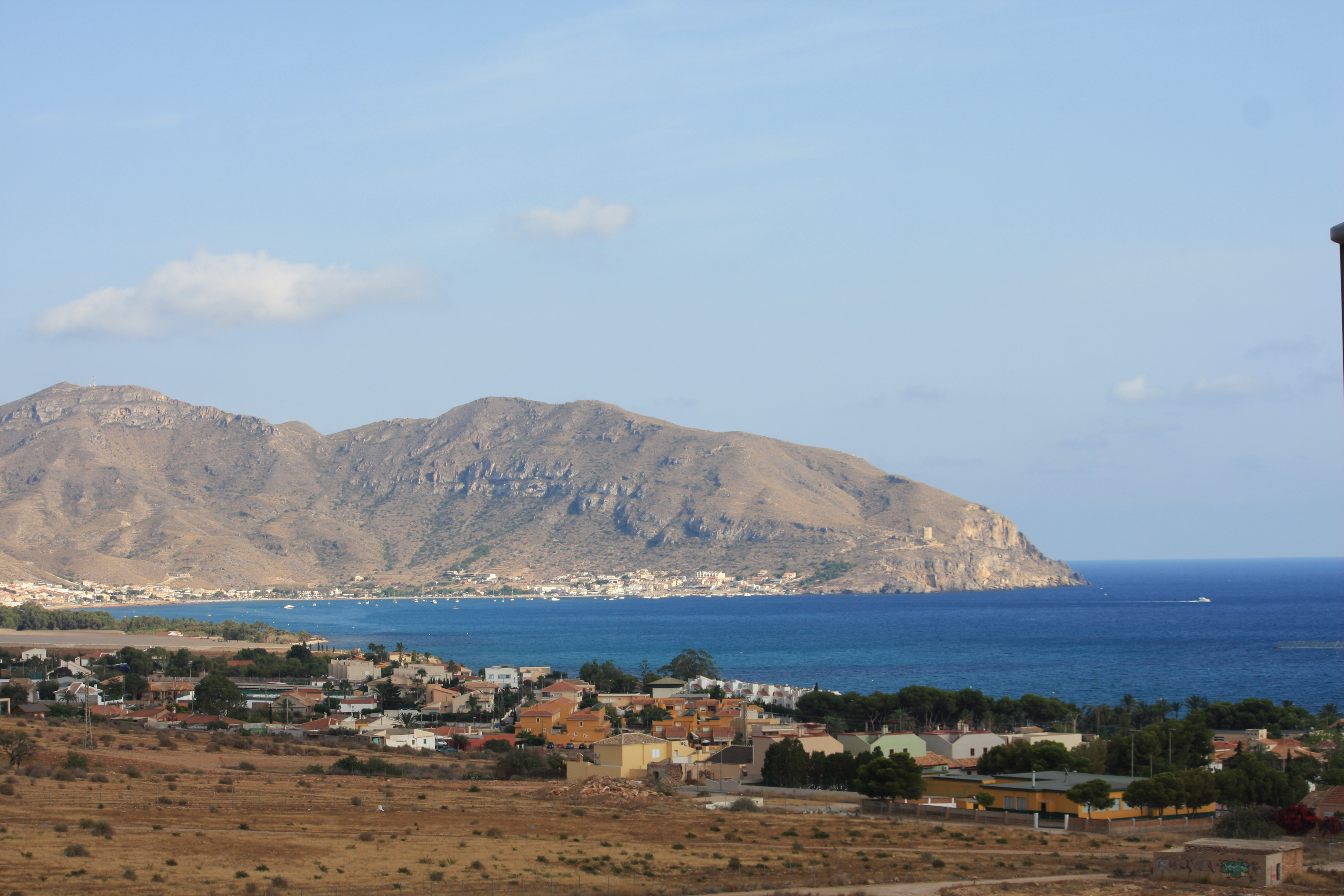
Isla Plana, mirando al Este hacia La Azohía.